# Fordcombe
Fordcombe är en ort i grevskapet Kent i sydöstra England. Orten ligger i distriktet Sevenoaks och civil parishen Penshurst, cirka 6 kilometer väster om Royal Tunbridge Wells. Tätorten (built-up area) hade 570 invånare vid folkräkningen år 2021.